# Carl-Henrik Hermansson

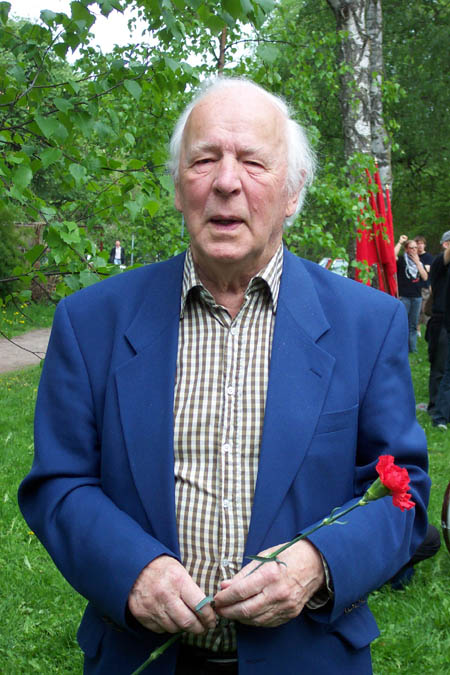
Carl-Henrik Hermansson (2003)

Carl-Henrik Hermansson (* 14. Dezember 1917 in Bollnäs; † 26. Juli 2016 in Stockholm) war ein schwedischer Politiker der Vänsterpartiet (Linkspartei), politischer Autor und Journalist. Er war von 1964 bis 1975 Vorsitzender der Kommunistischen Partei Schwedens (SKP)/Linkspartei - Kommunisten (VPK) und von 1963 bis 1985 Abgeordneter im Schwedischen Reichstag.

## Leben
Carl-Henrik Hermansson wurde als Sohn des Kaufmanns Gottfrid Hermansson und dessen Frau Hilma Johanna Hermansson, geb. Melander, geboren. Er war verheiratet mit Märta Krantz (1916–2001) und Vater zweier Töchter.
Seit den 1930er-Jahren war er in der Jugendorganisation der schwedischen Sozialdemokratie, der SSU (Sveriges socialdemokratiska ungdomsförbund) engagiert, wobei er sich besonders gegen faschistische Versuche einsetzte, das schwedische Schulsystem zu unterwandern. Während seines Studiums in Stockholm, das er mit dem Magister in Staatswissenschaften abschloss, war er Teil der sozialistischen Studentenorganisation Clarté.
1941 aus der SSU ausgeschlossen, wechselte er zur Kommunistischen Partei Schwedens (SKP). Seit 1946 gehörte Hermansson zum ZK der SKP und gleichzeitig bereits zum Politbüro des ZK. Von 1953 bis 1961 war er als Sekretär für Propaganda des ZK tätig. Von 1946 bis 1957 war er Chefredakteur der var tid, einer Parteizeitung, die sich mit den theoretischen Grundlagen der Parteiarbeit auseinandersetzte. Ab 1959 leitete er Ny Dag, die wichtigste kommunistische Tageszeitung Schwedens.
Politisch folgte Hermansson in den frühen 50er Jahren der moskautreuen Parteilinie. Insbesondere für die Stalinverehrung, die in seinen Artikeln direkt nach dessen Tod 1953 sowie durch seine Teilnahme an Stalins Begräbnis nach Moskau zum Ausdruck kam, wurde er später in der schwedischen Öffentlichkeit heftig kritisiert.
Innerhalb der SKP wurde die schwere Wahlniederlage bei den Kommunalwahlen 1962 als Folge der zu engen Anbindung der Partei an die Sowjetunion diskutiert. Die Niederschlagung des Aufstandes in Ungarn 1956, der Bau der Berliner Mauer und ganz allgemein der Kalte Krieg hatten die Sowjetunion zunehmend diskreditiert. Die SKP löste sich nun inhaltlich stärker vom sowjetischen Vorbild, folgerichtig löste der moderate Hermansson 1964 den eher moskautreuen Hilding Hagberg als Parteivorsitzenden ab. In den Folgejahren als Parteivorsitzender führte er die schwedischen Kommunisten auf einen stärker moskaukritischen Kurs. Er näherte sich zunehmend eurokommunistischen und teilweise auch sozialdemokratischen Positionen an. 1967 gab sich die SKP ein neues Programm, neue Statuten und änderte ihren Namen in VPK, Vänsterpartiet kommunisterna (Linkspartei – Kommunisten), worin die Öffnung der Partei zum Eurokommunismus und auch die Integration nichtkommunistischer Linker zum Ausdruck kommen sollte. Hermansson lehnte den Einmarsch der sowjetischen Truppen in Prag 1968 scharf ab und war Hauptredner einer Demonstration der VPK gegen die Niederschlagung des Prager Frühlings. 1975 wurde er als Parteivorsitzender von Lars Werner abgelöst.
Hermansson veröffentlichte politische Schriften und Bücher zur Entwicklung des Kommunismus in Schweden.

## Schriften (Auswahl)
- Det monopolkapitalistiska Sverige. 1943.
- Koncentration och storföretag. Arbetarkultur, Stockholm 1959.
- Monopol och storfinans. Arbetarkultur, Stockholm 1962.
- Monopol och storfinans. De 15 familjerna. Rabén & Sjögren, Stockholm 1965.
- Vänsterns väg ett debattinlägg. Rabén & Sjögren, Stockholm 1965.
- För socialismen. Arbetarkultur, Stockholm 1974.
- Kommunister. En intervjubok. Arbetarkultur, Stockholm 1977/80 (2 Bände).
- Kapitalister. Arbetarkultur, Stockholm 1979/81
  1. Monopol. 1979, ISBN 91-7014-093-6.
  2. Storfinans. 1981, ISBN 91-7014-135-5.
- Socialism på svenska. Om behovet av realistika utopier. Arbetarkultur, Stockholm 1983, ISBN 91-7014-171-1.
- Sverige i imperialismens nät. Arbetarkultur, Stockholm 1986, ISBN 91-7014-203-3.
- Ägande och makt. Vad kommer efter de 15 familjerna? Arbetarkultur, Stockholm 1989, ISBN 91-7014-247-5.
- Företagens makt och makten över företagen. Nixon, Linköping 2003, ISBN 91-9720-194-4.